# Hötorgshalle
Hötorgshalle (Heumarkthalle), schwedisch Hötorgshallen, ist eine Markthalle am Hötorget im Zentrum von Stockholm.

## Die alte Halle

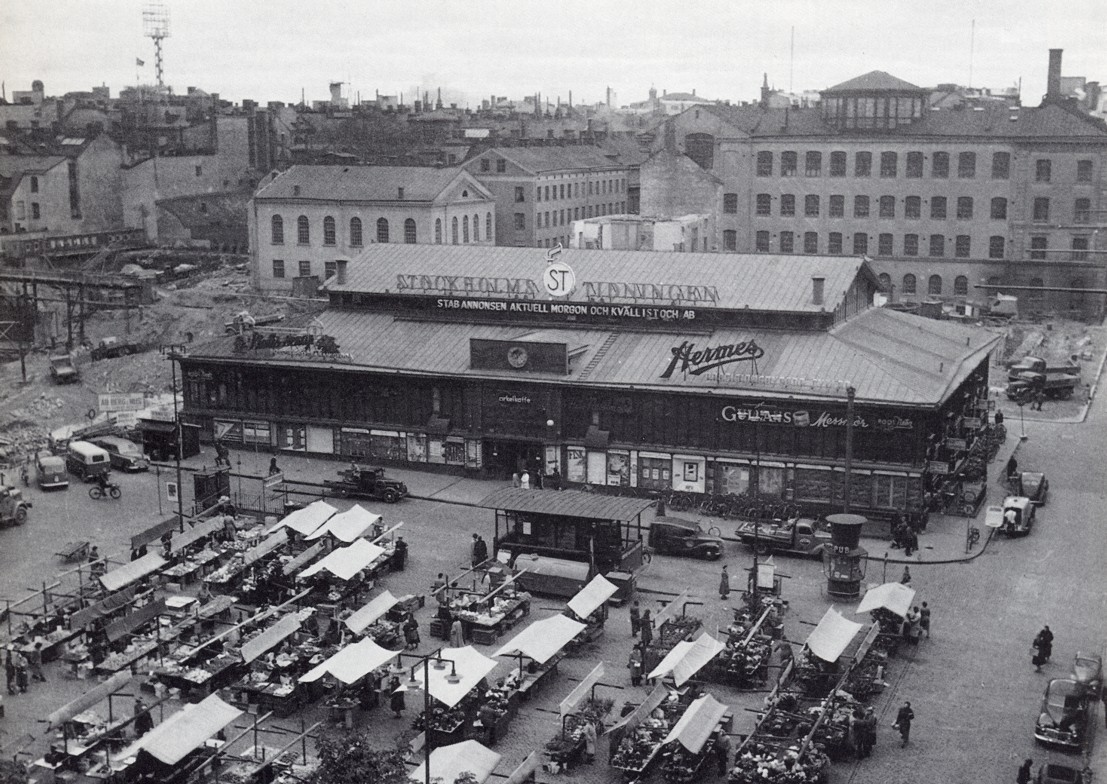
Die alte Hötorgshalle 1953

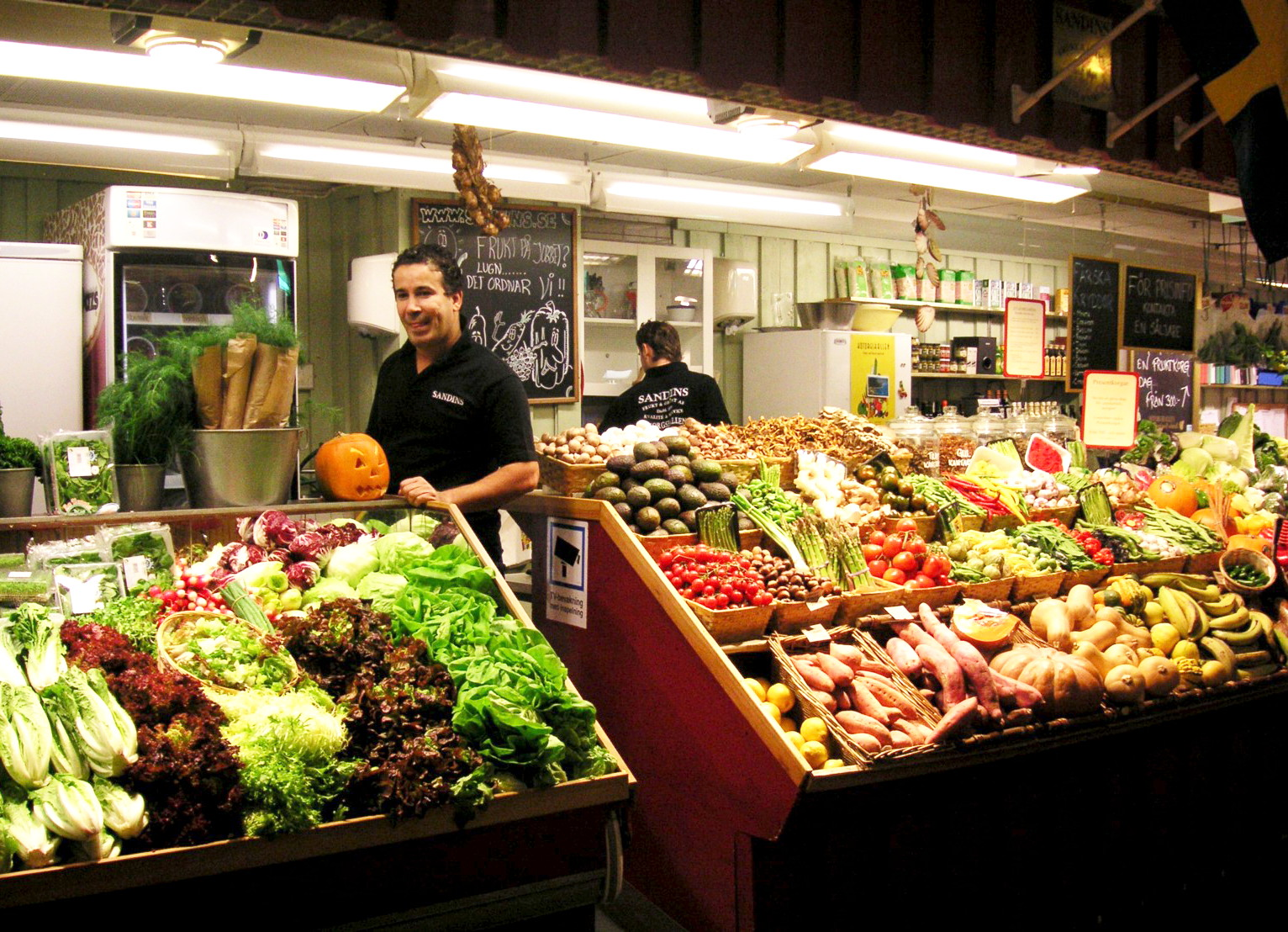
Die neue Hötorgshalle 2007

Bevor die erste Markthalle am Hötorget gebaut wurde, war dieser in zwei Bereiche aufgeteilt, um den Handel mit Lebensmitteln und mit anderen Waren (auch Heu) auseinanderzuhalten. Der Handel mit Heu zog schon 1856 zum Norrmalmstorg, und um die hygienischen Voraussetzungen weiter zu verbessern, wurde in den Jahren 1880–84 eine Markthalle (Hötorgets saluhall, oder Hötorgshallen) gebaut. Die Halle, eine unterkellerte Eisenkonstruktion, hatte eine Grundfläche von 50 × 32 Metern und eine höchste Höhe von 13 Metern. In der Halle gab es 120 Handelsplätze und im Keller nochmals 120.

## Die neue Halle
Im Zuge der Neugestaltung der Stockholmer City (1952–1972), war es notwendig, die alte Markthalle im Jahr 1953 abzureißen, denn hier sollte die neue Hötorgscity entstehen. Nach Plänen des Architekten David Helldén wurde ein großer Gebäudekomplex gebaut, der auch eine neue Markthalle enthielt, nun allerdings unterirdisch. Diese Lage war nicht so optimal wie die der alten Halle und viele neue Besucher haben Schwierigkeiten, dorthin zu finden. 1958 war der Bau fertig und wurde vom König Gustav VI. Adolf eingeweiht.
Seitdem ist die Hötorgshalle mehrfach renoviert worden, der darüberliegende Gebäudekomplex ist 1997 um- und angebaut worden mit u. a. einem Multiplex-Kino Filmstaden Sergel, der 14 Säle und 2250 Zuschauerplätze enthält. Die Markthalle hat eine markant internationale Prägung mit Delikatessen aus der ganzen Welt.